# Henri Gamard
Pour les articles homonymes, voir Gamard.
Henri Gamard est un homme politique français né le 21 octobre 1879 à Guérigny (Nièvre) et mort le 11 novembre 1961 à Nevers (Nièvre).

## Biographie
Instituteur à Paris de 1903 à 1923, il revient dans la Nièvre et devient conseiller municipal d'Urzy et conseiller général du canton de Pougues-les-Eaux de 1924 à 1932. Il est député de la Nièvre de 1924 à 1932, inscrit au groupe SFIO. Battu en 1932, il continue à militer au sein de la SFIO, puis du Parti socialiste autonome, après 1958.

## Sources
- « Henri Gamard », dans le Dictionnaire des parlementaires français (1889-1940), sous la direction de Jean Jolly, PUF, 1960 [détail de l’édition]